# Episodi di Doraemon (serie animata 1979) (diciassettesima stagione)
Questa è la lista degli episodi della diciassettesima stagione dell'anime 1979 di Doraemon.

## Episodi
| Nº Ja | Nº It | Titolo italiano Giapponese 「Kanji」 - Rōmaji                                    | In onda           | In onda          |
| Nº Ja | Nº It | Titolo italiano Giapponese 「Kanji」 - Rōmaji                                    | Giapponese        | Italiano         |
| 1290  | 614   | La cerca padrone 「もちぬし探査機」 - Mochi nu shi tansa ki                      | 13 gennaio 1995   | 1º dicembre 2006 |
| 1291  | 616   | I guanti copiatalento 「能力コピー手袋」 - Nouryoku kopī tebukuro                | 20 gennaio 1995   | 5 dicembre 2006  |
| 1292  | 618   | Alla scoperta del premio 「プレゼントルーツ」 - Purezento rūtsu                  | 27 gennaio 1995   | 7 dicembre 2006  |
| 1293  | 620   | Quattro stagioni in una 「ま冬に花見?!」 - Ma fuyu ni hanami?!                   | 3 febbraio 1995   | 11 dicembre 2006 |
| 1294  | 622   | L'animalattice 「ぬいぐるみカメラとクルーム」 - Nuigurumi kamera to kurūmu       | 10 febbraio 1995  | 13 dicembre 2006 |
| 1295  | 624   | La borsa del dottore 「お医者さんカバン」 - O isha san kaban                     | 17 febbraio 1995  | 15 dicembre 2006 |
| 1296  | 626   | Lo spray spruzza tutto 「いろいろ雲ボンベ」 - Iroiro kumo bonbe                  | 24 febbraio 1995  | 19 dicembre 2006 |
| 1297  | 628   | Lo spray verifica impronte 「あしあとチェックスプレー」 - Ashi ato chekku supurē | 2 marzo 1995      | 21 dicembre 2006 |
| 1298  | 630   | La letargotana 「冬眠シェルター」 - Toumin sherutā                               | 9 marzo 1995      | 28 dicembre 2006 |
| 1299  | 632   | Il robot consigliere 「なるほどロボット」 - Naruhodo robotto                     | 16 marzo 1995     | 31 dicembre 2006 |
| 1300  | 634   | Il nero gravità 「とばしあな」 - Tobashi ana                                     | 23 marzo 1995     | 3 gennaio 2007   |
| 1301  | 636   | La credo bugie 「うそつ機」 - U sotsu ki                                         | 6 aprile 1995     | 5 gennaio 2007   |
| 1302  | 638   | Casa robot 「家がロボットになった」 - Ie ga robotto ni natta                     | 27 aprile 1995    | 9 gennaio 2007   |
| 1303  | 640   | Il raggio fungo del genio 「才能キノコ」 - Sainou kinoko                         | 4 maggio 1995     | 11 gennaio 2007  |
| 1304  | 642   | L'autorazzo 「無人探査ロケット」 - Mujin tansa roketto                           | 11 maggio 1995    | 15 gennaio 2007  |
| 1305  | 644   | Il mantello supereroe 「スーパーダンごっこ」 - Sūpā dan gokko                    | 18 maggio 1995    | 17 gennaio 2007  |
| 1306  | 646   | La carta del tempo 「お天気カード」 - O tenki kādo                               | 25 maggio 1995    | 19 gennaio 2007  |
| 1307  | 648   | La colla fissaria 「空間接着剤でピッタンコ」 - Kuukan secchaku zai de pittanko   | 1º giugno 1995    | 23 gennaio 2007  |
| 1308  | 650   | La medaglia guardiana 「ガードメダル」 - Gādomedaru                              | 8 giugno 1995     | 25 gennaio 2007  |
| 1309  | 652   | La scatola favologadgets 「おとぎ話グッズ」 - Otogibanashi guzzu                 | 15 giugno 1995    | 29 gennaio 2007  |
| 1310  | 654   | Il promemoria 「のび太のタイマー」 - Nobita no taimā                             | 22 giugno 1995    | 31 gennaio 2007  |
| 1311  | 656   | Il profeta delle possibilità 「みこみ予報機」 - Mikomi yohou ki                  | 29 giugno 1995    | 2 febbraio 2007  |
| 1312  | 658   | Che fatica fare il fratello! 「お兄ちゃんはつらいよ」 - O niichan ha tsurai yo   | 6 luglio 1995     | 6 febbraio 2007  |
| 1313  | 660   | Il ricordo martello 「思い出しトンカチ」 - Omoidashi tonkachi                    | 13 luglio 1995    | 8 febbraio 2007  |
| 1314  | 662   | Il satellite da trasporto 「衛星リフト」 - Eisei rifuto                          | 20 luglio 1995    | 12 febbraio 2007 |
| 1315  | 664   | La spiaggia privata 「広ーい宇宙で海水浴」 - Hiro? I uchuu de kaisuiyoku         | 27 luglio 1995    | 14 febbraio 2007 |
| 1316  | 666   | La tabella decidi tempo 「天気決定表」 - Tenki kettei hyou                       | 3 agosto 1995     | 16 febbraio 2007 |
| 1317  | 668   | L'animalofono 「ペット電話相談室」 - Petto denwa soudan shitsu                   | 17 agosto 1995    | 11 ottobre 2007  |
| 1318  | 670   | La crisi dello scrittore 「あやうし！タイガー仮面」 - Ayaushi! Taigā kamen       | 24 agosto 1995    | 11 giugno 2007   |
| 1319  | 672   | La macchina 3D 「プラネタリウム式３Ｄ」 - Puranetariumu shiki 3D                 | 31 agosto 1995    | 12 giugno 2007   |
| 1320  | 674   | Lo strofinaccio del tempo 「タイムぞうきん」 - Taimu zo ukin                     | 7 settembre 1995  | 13 giugno 2007   |
| 1321  | 676   | La mappa sposta-casa 「引っ越し地図で海水浴」 - Hikkoshi chizu de kaisuiyoku     | 21 settembre 1995 | 14 giugno 2007   |
| 1322  | 678   | L'immunospray 「免エキスプレー」 - Men ekisu purē                                | 5 ottobre 1995    | 15 giugno 2007   |
| 1323  | 680   | Vendetta a distanza 「マジックハンドでお返しを！」 - Majikku hando de okaeshi o! | 12 ottobre 1995   | 18 giugno 2007   |
| 1324  | 682   | La giacca avventurosa 「オールオーバー」 - Ōru ōbā                               | 19 ottobre 1995   | 19 giugno 2007   |
| 1325  | 684   | La spio camera 「こっそりビデオ」 - Kossori bideo                                | 26 ottobre 1995   | 20 giugno 2007   |
| 1326  | 686   | Mamma è un lupo mannaro? 「ママはオオカミ男!?」 - Mama ha ookami otoko!?         | 2 novembre 1995   | 21 giugno 2007   |
| 1327  | 688   | Il voluminoso 「体ポンプ」 - Karada ponpu                                        | 9 novembre 1995   | 22 giugno 2007   |
| 1328  | 690   | La spilla del preferito 「ひい木バッジ」 - Hii ki bajji                          | 16 novembre 1995  | 25 giugno 2007   |
| 1329  | 692   | Questione di visibilità 「ボクが見えなくなった?!」 - Boku ga mie naku natta?!    | 23 novembre 1995  | 26 giugno 2007   |
| 1330  | 694   | Il cambiafaccia 「モンタージュバケツ」 - Montāju baketsu                         | 30 novembre 1995  | 27 giugno 2007   |
| 1331  | 696   | I satelliti domestici 「ミニミニ衛星」 - Mini mini eisei                         | 7 dicembre 1995   | 28 giugno 2007   |
| 1332  | 698   | L'esaudifono portatile 「もしもホーン」 - Moshimo hōn                            | 14 dicembre 1995  | 29 giugno 2007   |
| 1333  | 700   | Lo psico casco 「エスパーキャップ」 - Esupākyappu                                | 21 dicembre 1995  | 2 luglio 2007    |

## Speciali
| Nº  | Giapponese 「Kanji」 - Rōmaji - Traduzione letterale                                | In onda        | In onda  |
| Nº  | Giapponese 「Kanji」 - Rōmaji - Traduzione letterale                                | Giapponese     | Italiano |
| S72 | 「おたのしみお年玉ぶくろ」 - O tanoshimi otoshidamabukuro – "La borsa di capodanno" | 6 gennaio 1995 | inedito  |
| S73 | 「のび太は独裁者!?」 - Nobita wa dokusai-sha!? – "Nobita, il dittatore"             | 30 marzo 1995  | inedito  |
| S74 | 「気分スッキリかんきせん」 - Kibun sukkiri kanki sen – "Il riposo eterno"           | 13 aprile 1995 | inedito  |
| S75 | 「つめあわせオバケ」 - Tsumeawaseobake – "Il fantasma al pieno"                     | 10 agosto 1995 | inedito  |